# Isla Madre de Dios
Isla Madre de Dios är en ö i Chile. Den är belägen i Región de Magallanes y de la Antártica Chilena, i den södra delen av landet, 1 900 km söder om huvudstaden Santiago de Chile. Arean är 1 043 kvadratkilometer.
Terrängen på Isla Madre de Dios är kuperad. Öns högsta punkt befinner sig 829 meter över havet.
Växtligheten på Isla Madre de Dios består i huvudsak av gräsmarker. Trakten runt Isla Madre de Dios är nära nog obefolkad, med mindre än två invånare per kvadratkilometer.